# Phil Hughes (giocatore di baseball)
Philip Joseph Hughes (Mission Viejo, 24 giugno 1986) è un ex giocatore di baseball statunitense.

## Carriera

### Gli inizi
Nato a Mission Viejo nello stato della California, ha iniziato la propria carriera agonistica nella Foothill High School a Santa Ana dove è stato inserito nel High School All-American realizzando anche in una singola gara un perfect game.
Entrò nel baseball professionistico quando venne scelto dai New York Yankees, che lo avevano selezionato nel primo turno, come 23ª chiamata assoluta del draft MLB 2004.

### New York Yankees

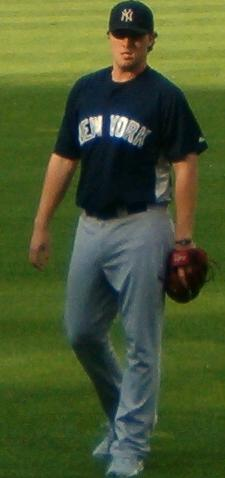
Phil con la maglia di riscaldamento in preparazione del match contro i Chicago White Sox

Dopo una permanenza in varie squadre delle leghe minori, divenne una delle promesse più interessanti della lega e lo staff tecnico degli Yankees decise di farlo debuttare nella MLB, il 26 aprile 2007 allo Yankee Stadium di New York, contro i Toronto Blue Jays.
Al suo secondo avvio da lanciatore iniziale nel 2007, dimostrò tutto il suo potenziale sfiorando una gara perfetta, tuttavia a causa di vari infortuni sia nel 2007 che nel 2008 non fu in grado di rendere al massimo.
Nel 2009, dopo un inizio incerto nelle prestazioni, tornò a giocare nelle leghe minori per rientrare successivamente nella prima squadra come Bullpen diventando molto utile soprattutto nella serie dei playoff che portò gli Yankees a vincere le loro ultime World Series.
Nel 2010 divenne uno dei cinque lanciatori iniziali della squadra guadagnandosi la convocazione per il Major League Baseball All-Star Game chiudendo la stagione con 18 vittorie.
Nel 2011 ha faticato causa vari problemi fisici che però non gli hanno impedito di essere uno dei lanciatori iniziali della squadra.
Nel 2012 senza nessun problema fisico ha chiuso la stagione con 16 vittorie totali e un record personale di 165 battitori eliminati.

### Minnesota Twins
Il 30 novembre 2013, Hughes accettò un contratto triennale per $24 milioni di dollari complessivi con i Minnesota Twins. L'accordo fu confermato dai Twins il 5 dicembre.

### San Diego Padres
Il 27 maggio 2018, i Twins scambiarono Hughes, più del denaro e la 74ª scelta nel draft 2018, con i San Diego Padres in cambio del ricevitore di minor league Janigson Villalobos. Venne svincolato dalla squadra il 15 agosto 2018.

### Ritiro
Il 3 gennaio 2021, Hughes annunciò ufficialmente il suo ritiro dal baseball professionistico.

## Palmares

### Club
- World Series: 1

New York Yankees: 2009

### Individuale
- Major League Baseball All-Star Game: 1

2010